# Carlos Guerrero
Carlos Guerrero (Cidade do México, 20 de novembro de 1957) é um ex-automobilista mexicano.

## Carreira
Em sua carreira, Carlos Guerrero competiu nas Fórmulas 3 e 2, antes de ingressar na Fórmula Indy/CART (futura Champ Car), em 1995, pela equipe Scandia/Simon. Sua primeira corrida foi o Grande Prêmio de Long Beach, onde terminou em décimo-primeiro lugar, melhor resultado dele na categoria. No mesmo ano, disputou sua única edição das 500 Milhas de Indianápolis, mas não chegou a abrir a primeira volta, pois se envolveu no violento acidente que encerrou a carreira do norte-americano Stan Fox (rodou ao desviar dos destroços).
Em 1996, disputou mais três provas (Miami, Rio de Janeiro e Surfer's Paradise), antes de se aposentar do automobilismo, aos 38 anos.
Apesar de possuir o mesmo sobrenome, Carlos não tem qualquer parentesco com o também ex-piloto Roberto Guerrero (nascido na Colômbia).